# Joseph Huntley
Joseph Huntley (Reading, 1775 – Reading, 1857) è stato un imprenditore inglese.
Fu il fondatore di quello che divenne poi il biscottificio Huntley & Palmers di Reading, in Inghilterra.

## Biografia
Nato a Reading, in Inghilterra, nel 1775, Joseph Huntley fondò nel 1822 un biscottificio ubicato in London Street, la principale via di comunicazione di Reading, che univa Londra a Bristol, Bath e la parte occidentale dell'Inghilterra. La strada era percorsa da molti carrettieri, e divenne presto un punto strategico per gli affari del negozio di Huntley. Purtroppo le condizioni di salute di Huntley peggiorarono,  e accettò di buon grado la collaborazione del socio acquisito George Palmer, il quale non solo allargò il campo di affari dell'azienda, ma ebbe l'intuizione di porre i biscotti all'interno di scatole di latta per preservarli dalla rottura durante il trasporto. Venne così fondata l'azienda Huntley & Palmers. Nel 1838, Joseph Huntley venne costretto a ritirarsi per ragioni di salute, lasciando il controllo dell'azienda al suo primogenito Thomas Huntley, il quale continuò la società con George Palmer.
Joseph Huntley morì a Reading nel 1857.